# Bicho-pau
Bicho-pau é o nome comum dado aos insetos da ordem Phasmatodea, também denominada Phasmida, Phasmatoptera ou Phasmodea, que mimetizam pedaços de madeira ou gravetos. Existem 13 famílias, 523 gêneros e 2 822 espécies de bichos-pau, sendo 591 encontradas na América do Sul.
São animais fitófagos, geralmente áptero com a coloração verde ou marrom — porém algumas espécies coloridas são aladas. Seu desenvolvimento é do tipo hemimetábolo, sendo que a maioria das espécies se reproduzem sexuadamente e possuem um grande dimorfismo sexual. Entretanto, a partenogênese já foi encontrada em muitas espécies.
Algumas espécies, quando em grande densidade de indivíduos, podem causar danos à agricultura. São conhecidas cerca de três mil espécies no mundo, espalhadas por todos os continentes, exceto a Antártica. Destes, aproximadamente de 220 espécies são encontradas no Brasil. A maior diversidade ocorre em florestas tropicais, além da grande quantidade de espécies mantidas em cativeiro.

## Morfologia

### Ovos
Os ovos são muito característicos e únicos, apresentando variações nas formas, cores e tamanhos e isso serve de parâmetro para a identificação das espécies. Muitos possuem a aparência de sementes, o que muitos autores atribuem ao mimetismo acentuado do grupo. 

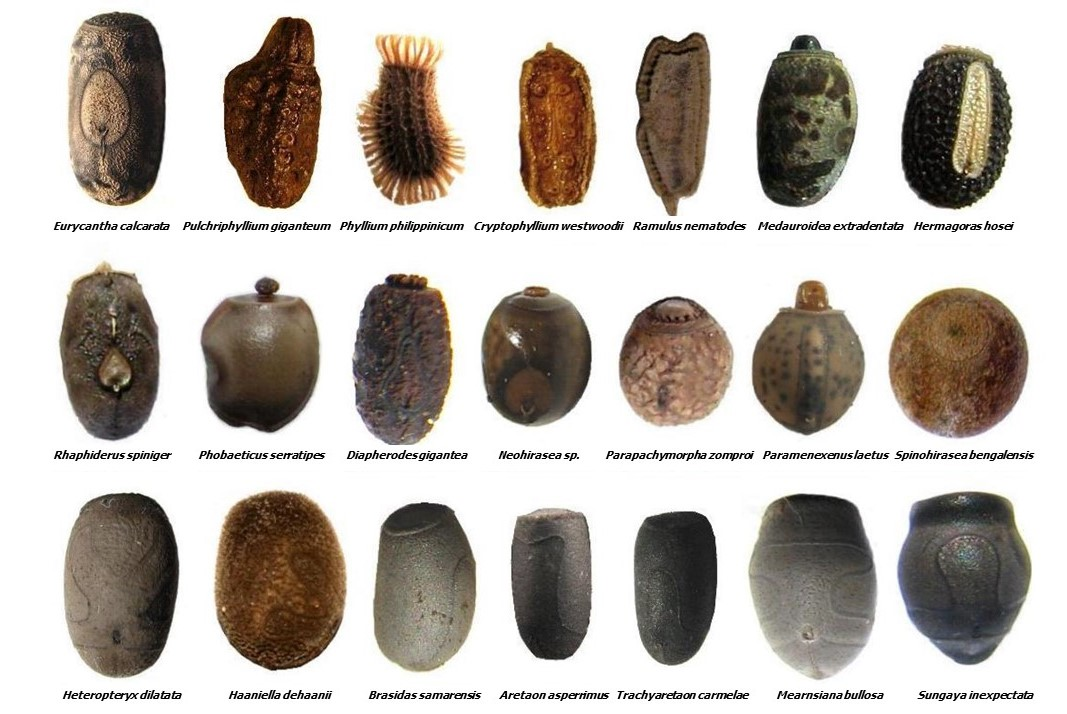
Ovos de diversas espécies de phasmatodea (sem escala)

 Os ovos possuem um opérculo (parte da região superior do ovo), apresentando cores entre o marrom claro até quase preto, e alguns até com cores próximas ao branco. Variam seu tamanho entre 0,4 cm a 0,5 cm de comprimento (do opérculo até a extremidade oposta) e 0,3 cm a 0,4 cm de largura. A cápsula é muito esclerosada (endurecimento da parede do corpo), com superfície lisa e brilhante e muitas vezes modificada ventralmente para fixação com substância adesiva. A placa micropilar pode ser aberta ou fechada, dependendo da espécie. Em espécies do grupo Anareolatae pode ocorrer a presença de um capítulo no opérculo. As ninfas eclodem do ovo pelo opérculo, destacando-o do resto da cápsula quando emergem, muitas vezes com quase o dobro do ovo em tamanho.
Em C. phyllinum, a postura dos ovos se inicia com, aproximadamente, 20 dias após a cópula, com ovos sendo liberados pela fêmea, que em geral, não escolhem um local específico para a postura e quase sempre pousados sobre as plantas e acabam caindo no solo. Algumas espécies apresentam ovos fertilizados com período de incubação de 60 a 80 dias e os não fertilizados, de 85 a 110 dias, podendo chegar a 280 dias, porém, na maioria dos ovos, o período de incubação foi de 85 a 110 dias. A eclosão dos ovos de C. phyllinum demora entre 100 a 150 dias, mas já foi observado períodos menores. Não foi observado nenhum comportamento de cuidado parental.
Apesar de ainda não ter sido observado algum tipo de comportamento de cuidado parental, algumas espécies adaptaram mecanismo de proteção indireta de seus ovos. Ovos de Diapheromera femorata, além de serem similares a sementes, também possuem um capítulo que se assemelha a um elaiossoma (estrutura carnosa encontrada em algumas sementes de plantas) que atraem algumas espécies de formigas. As formigas levam esses ovos para seus ninhos, imaginando que se trata de uma semente, para que suas larvas se alimente de seu capítulo e depois os descartam no ninho. Deste modo, os ovos de D. femorata estará protegido de parasitas ou predadores, até que a ninfa ecloda. Mecanismo semelhante também foi observado em indivíduos de Extatosoma tiaratum.

### Ninfas

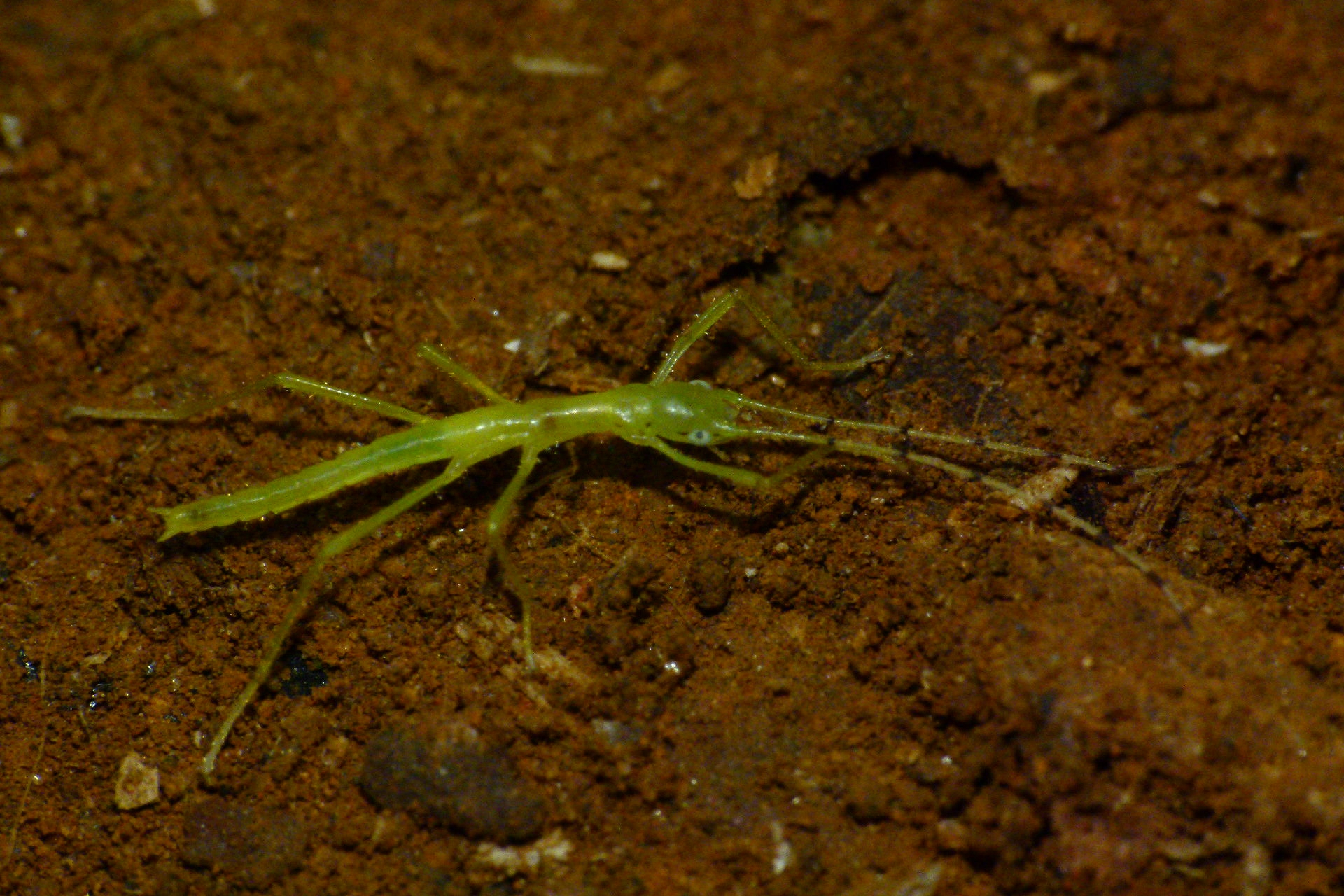
Ninfa de Phoebaticus sp.

A ninfa difere dos adultos principalmente pelo tamanho. Em geral, machos passam por quatro mudas, enquanto fêmeas passam por cinco mudas. Porém, alguns autores já encontraram espécies nas quais foram observados até 10 instares ninfais relacionado ao tipo de alimentação e ao sexo do indivíduo. Espécies com abdômen largo ficam mais alargadas a cada Ínstar. Ninfas mais velhas frequentemente têm espinhos mais fortes que os adultos. Em espécies aladas, as asas tornam-se visíveis a partir do terceiro ínstar nos machos e terceiro ou quarto ínstar nas fêmeas. O aparelho reprodutor de ambos os sexos atingem desenvolvimento completo na fase adulta.
Nos primeiros estádios (período entre mudas), as ninfas apresentam coloração escura e as inserções das pernas verde claro; a partir do terceiro estádio, as ninfas vão alterando a sua cor para marrom claro, ou mudam de cor de acordo com o ambiente em que se encontram ou a cor característica da espécie. O período crítico para a sobrevivência das ninfas é o momento da ecdise, quando muitas ficam presas na exúvia, pelas antenas ou pernas, impedindo-as de se deslocarem até o alimento e por vezes levando-as a morte. Em algumas espécies foi observado autotomia para se livrar da exúvia ou de algum predador.

### Adultos

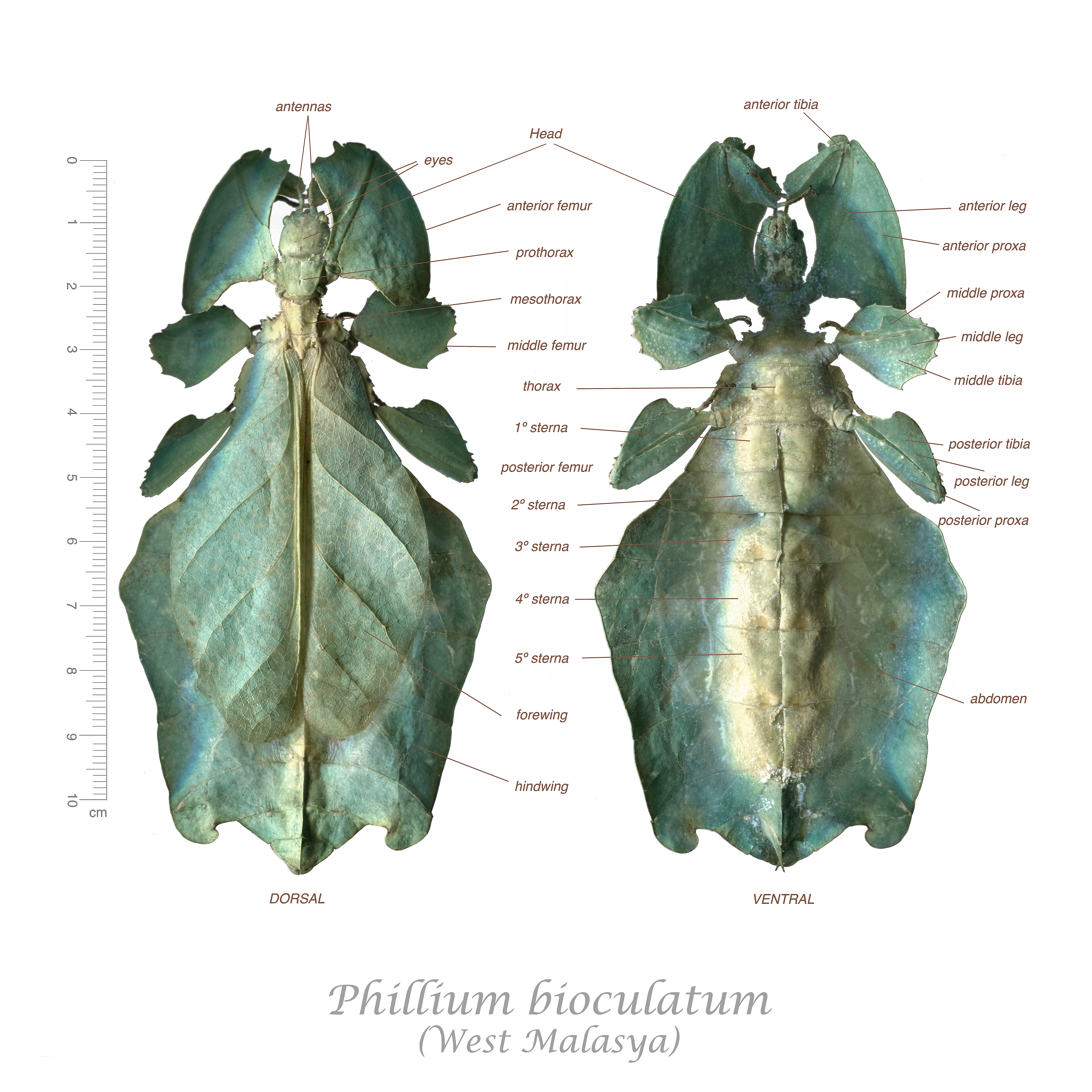
Morfologia externa de um Phyllium bioculatum. Clique na imagem para melhor visualização

Em sua maioria insetos aptéros (sem asas), com coloração verde ou marrom, mas também pode ser encontradas espécimes aladas que são coloridas. Quando presentes, as asas são do tipo tégmina (asas anteriores coriáceas com nervuras visíveis), e com a região posterior com o formato de leque. O comprimento do corpo pode variar entre 17 a 340mm (17 a 250mm nas espécies sul-americanas).
Os adultos possuem dimorfismo sexual acentuado, sendo que quase sempre o macho é menor que a fêmea. Nas espécies aladas, as asas dos machos são maiores e mais desenvolvidas, enquanto as fêmeas possuem asas reduzidas.
A cabeça é prognata (cabeça orientada horizontalmente, com as mandíbulas orientadas para a frente), podendo ser encontrado indivíduos com o lado ventral da cabeça parcialmente fechada pela gula (porção endurecida da cutícula circundada por suturas). Possuem antenas filiformes (semelhantes a um fio), geralmente com muitos artículos e com articulação indistinta. Aparelho bucal do tipo mastigador. Palpo maxilar com cinco artículos e palpo labial, com três.

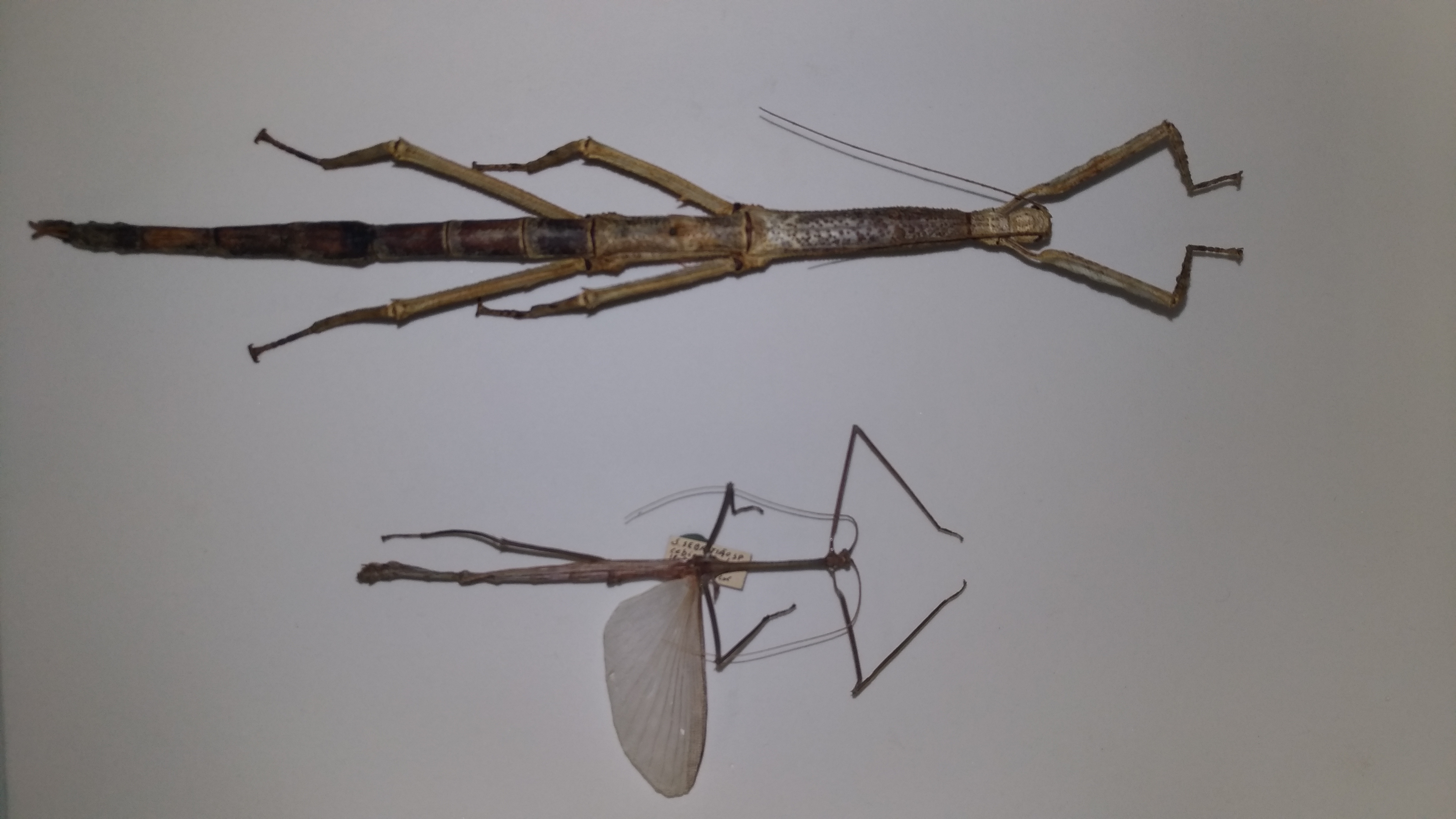
Casal de Cladomorphus phyllinus, destacando o grande dimorfismo sexual

O tórax é dividido em três regiões, geralmente iguais em seu comprimento, porém alguns grupos apresentam o mesonoto (região dorsal do segundo segmento do tórax) maior que o metanoto (região dorsal do primeiro segmento do tórax), sendo que nesses grupos, os dois podem ser maiores em comprimento do que o protonoto (região dorsal do primeiro segmento do tórax). Possuem glândulas defensivas encontradas na região ântero-lateral ou dorsal do Protórax. Assim como nos outros insetos, as pernas geralmente são divididas em cinco regiões, sendo que nos Phasmatodea o fêmur (terceiro articulo das pernas de insetos) anterior pode ser reto ou curvo e comprimido. A tíbia (quarto articulo das pernas) pode ter uma área apical com a região ventral triangular ou extremamente reduzida. Na maioria dos grupos os tarsos (penúltimo segmento das pernas) possuem cinco tarsômeros.
O abdómen é dividido em onze segmentos, sendo que o primeiro segmento é fundido ao metanoto, formando o "segmento mediano". O cerco (apêndice localizado no segmento X) é simples; o segmento XI é reduzido, formando a placa supra-anal. O esternito (região ventral) do segmento IX de machos é dividido transversalmente e o do segmento X é modificado em um esclerito (artrópodes) triangular, que constituí o vômer (órgão sexual dos machos). Já nas fêmeas, o esternito do segmento VII é modificado num órgão opercular que conecta-se ao vômer do macho no momento da cópula, e o esternito do segmento VIII forma a placa subgenital, que pode ser alongado além do ápice do abdomen e em algumas espécies modificado para lançar ou colar ovos.

## Distribuição
Indivíduos desse táxon podem ser encontrado em todos os continente, em exceção à Antártica. A maior distribuição de organismos se dá especialmente em regiões equatoriais com presença de florestas tropicais. Florestas da América do Sul e do Leste da Ásia, possuem o maior número de espécies registradas. A Austrália, América Central e o Sul dos Estados Unidos também possuem um número expressivos de espécies.
Cerca de 200 espécies são mantidas em cativeiro como animais de estimação em todo o mundo. Eles têm um papel educativo importante ao permitir um contato próximo e positivo com os insetos, com frequência rejeitados pelos humanos.
Ademais, o sucesso evolutivo do grupo e sua dispersão por quase todos os continentes, certamente está atrelado a forma e a resistência de seus ovos. Estudos demonstraram que pássaros, ao se alimentarem de fêmeas de Phasmatodea com ovos, alguns desses ovos resistem ao trato digestivo dos pássaros, e são excretados ilesos pela ave em outro local, o que auxiliaria na dispersão desses indivíduos. Que de forma natural demorariam mais tempo para essa dispersão, considerando que quase todas as espécies do grupo não se locomovem rapidamente e vivem quase que o tempo todo camuflados em folhas e galhos.

## Ecologia

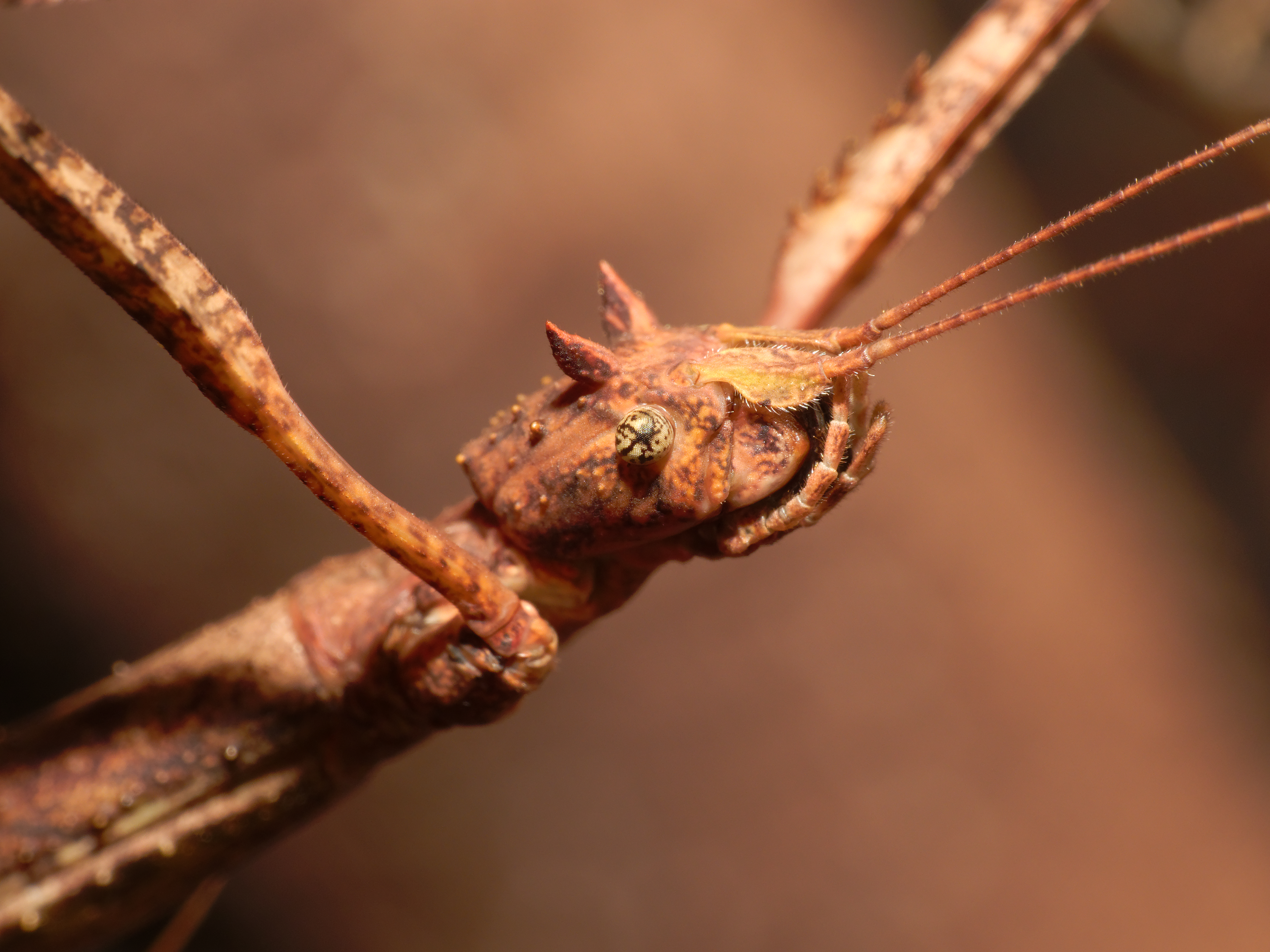
Destaque para o aparelho bucal de um Phasmatodea adaptado para o hábito herbívoro

Os fasmatódeos são organismos fitófagos, ou seja, se alimentam de plantas. Podem se alimentar de folhas, flores, brotos, frutas e em alguns casos até seiva. São bem flexíveis em sua alimentação, sendo que algumas espécies se alimentam de diversas plantas, enquanto em outras a alimentação é restrita a um tipo específico de planta como, por exemplo, Tithonophasma tithonus. No Brasil, alguns estudos com Cladomorphus phyllinum, demonstraram que essa espécie têm preferência alimentar por folhas de Psidium guajava (goiabeira). Já na América do Norte, estudos com Diapheromera femorata, indicaram que essa espécie tem preferência por folhas de carvalho e de avelã.
Apesar de seu hábito herbívoro essa espécie geralmente não é associada como pragas de agricultura. Porém, no Brasil já foi registrado problemas em determinadas época do ano com Echetlus evoneobertii. Indivíduos dessa espécie quando em grande densidade populacional, podem causar danos a plantações de Eucalyptus urophylla. Essa espécie provavelmente é originária da Austrália e foi introduzida no Brasil juntamente com os eucaliptos. Em outras regiões do mundo, como América do Norte, Austrália, China e ilhas do Pacífico, também já foram registrados danos em populações de plantas de importância econômica.
São animais de hábitos predominantemente crepusculares e noturno, mas também é possível encontrar alguns indivíduos se alimentando ou copulando durante o dia.

## Camuflagem

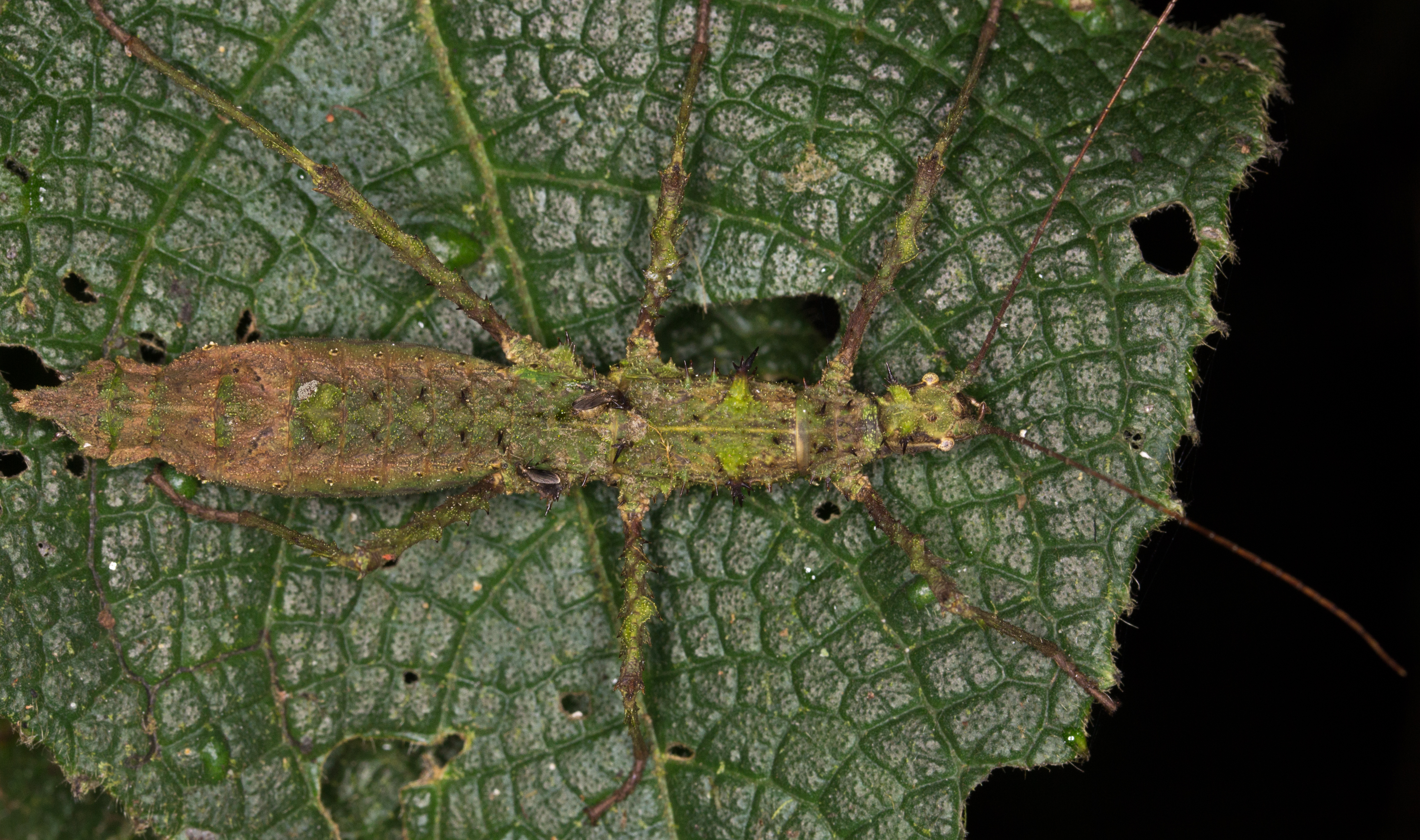
Espécie de Parobrimus sp. camuflado sob uma folha

Sem dúvida a semelhança com gravetos ou folhas, juntamente com a coloração verde ou marrom, constitui uma boa camuflagem, a qual é a característica mais marcante do grupo. O mimetismo de plantas ou gravetos, se estende para quase todos as famílias da ordem. Porém, algumas espécies são coloridas, e o principal mecanismo de defesa encontrado nesses grupo foram glândulas protorácicas (na região do toráx), que pulverizam uma substância defensiva quando se sentem ameaçadas.

Ademais, estes insetos prestam bastante atenção ao ambiente ao seu redor e ajustam seu comportamento de acordo com ele. Estudos com Extatosoma tiaratum indicam que essa espécie tem o comportamento de balançar o corpo quando sentem uma rajada de vento, o que sugere que o indivíduo busca se movimentar conforme a folha ou simular o balançar de uma folha.
Além disso, já foi observado que algumas espécies exibem o comportamento de se lançar ou pular do local que se encontram, ao serem estimulados tactilmente. Enquanto que em estudos com Pterinoxylus spinulosus, foi constatado que fêmeas dessa espécie, quando ameaçadas, podem abrir as asas e emitir um ruído, que certamente está ligado a um comportamento de defesa do animal. Enquanto os machos dessa espécie, por possuírem asas maiores e mais desenvolvidas, voam do local que se encontram.
Outro mecanismo de defesa encontrado em muitas espécies da ordem, é a autotomia. Na qual, alguns indivíduos perdem as pernas quando tocados ou perturbados. As ninfas podem regenerar as pernas nas mudas subsequentes, as quais são reconhecidas por possuírem somente quatro tarsômeros.

## Classificação

### Filogenia
A filogenia de Phasmatodea é complexa e a relação entre os seus membros ainda não foi completamente elucidada. Tradicionalmente estava dividida em duas subordens: Areolatae, com área apical nas tíbias, e "Anareolatae", sem a área apical, sendo este último, polifilético. Porém, algumas análises demonstram que a morfologia dos ovos dão um melhor suporte para o estudo taxonômico da Ordem (biologia), e com base nisso, a divisão em duas subordens perdeu força.
Alguns autores propõem uma filogenia alternativa, que propõem dividir Phasmatodea em três subordens: Agathemerodea (1 gênero e 8 espécies), Timematoidea (1 gênero e 21 espécies) e Verophasmatodea (o que incluí Areolatae (com 2 famílias) e Anareolatae (com 4 superfamílias) como infraordens), sendo esse táxon o com a maior diversidade dentro de Phasmatodea.

|  | Agathemeridae |
|  |               |

|  | Timematidae |
|  |             |

|  | Diapheromeridae |
|  |                 |
|  | Phasmatidea     |
|  |                 |

|  | Aschiphasmatidae |
|  |                  |
|  | Damasippoididae  |
|  |                  |
|  | Prisopodidae     |
|  |                  |

|  | Anisacanthidae   |
|  |                  |
|  | Bacillidae       |
|  |                  |
|  | Heteropterygidae |
|  |                  |

|  | Phylliidae |
|  |            |

|  | Heteronemiidae    |
|  |                   |
|  | Pseudophasmatidae |
|  |                   |

|  | Aschiphasmatidae |
|  |                  |
|  | Damasippoididae  |
|  |                  |
|  | Prisopodidae     |
|  |                  |

|  | Anisacanthidae   |
|  |                  |
|  | Bacillidae       |
|  |                  |
|  | Heteropterygidae |
|  |                  |

|  | Phylliidae |
|  |            |

|  | Heteronemiidae    |
|  |                   |
|  | Pseudophasmatidae |
|  |                   |

|  | Diapheromeridae |
|  |                 |
|  | Phasmatidea     |
|  |                 |

|  | Aschiphasmatidae |
|  |                  |
|  | Damasippoididae  |
|  |                  |
|  | Prisopodidae     |
|  |                  |

|  | Anisacanthidae   |
|  |                  |
|  | Bacillidae       |
|  |                  |
|  | Heteropterygidae |
|  |                  |

|  | Phylliidae |
|  |            |

|  | Heteronemiidae    |
|  |                   |
|  | Pseudophasmatidae |
|  |                   |

|  | Aschiphasmatidae |
|  |                  |
|  | Damasippoididae  |
|  |                  |
|  | Prisopodidae     |
|  |                  |

|  | Anisacanthidae   |
|  |                  |
|  | Bacillidae       |
|  |                  |
|  | Heteropterygidae |
|  |                  |

|  | Phylliidae |
|  |            |

|  | Heteronemiidae    |
|  |                   |
|  | Pseudophasmatidae |
|  |                   |

|  | Agathemeridae |
|  |               |

|  | Timematidae |
|  |             |

|  | Diapheromeridae |
|  |                 |
|  | Phasmatidea     |
|  |                 |

|  | Aschiphasmatidae |
|  |                  |
|  | Damasippoididae  |
|  |                  |
|  | Prisopodidae     |
|  |                  |

|  | Anisacanthidae   |
|  |                  |
|  | Bacillidae       |
|  |                  |
|  | Heteropterygidae |
|  |                  |

|  | Phylliidae |
|  |            |

|  | Heteronemiidae    |
|  |                   |
|  | Pseudophasmatidae |
|  |                   |

|  | Aschiphasmatidae |
|  |                  |
|  | Damasippoididae  |
|  |                  |
|  | Prisopodidae     |
|  |                  |

|  | Anisacanthidae   |
|  |                  |
|  | Bacillidae       |
|  |                  |
|  | Heteropterygidae |
|  |                  |

|  | Phylliidae |
|  |            |

|  | Heteronemiidae    |
|  |                   |
|  | Pseudophasmatidae |
|  |                   |

|  | Diapheromeridae |
|  |                 |
|  | Phasmatidea     |
|  |                 |

|  | Aschiphasmatidae |
|  |                  |
|  | Damasippoididae  |
|  |                  |
|  | Prisopodidae     |
|  |                  |

|  | Anisacanthidae   |
|  |                  |
|  | Bacillidae       |
|  |                  |
|  | Heteropterygidae |
|  |                  |

|  | Phylliidae |
|  |            |

|  | Heteronemiidae    |
|  |                   |
|  | Pseudophasmatidae |
|  |                   |

|  | Aschiphasmatidae |
|  |                  |
|  | Damasippoididae  |
|  |                  |
|  | Prisopodidae     |
|  |                  |

|  | Anisacanthidae   |
|  |                  |
|  | Bacillidae       |
|  |                  |
|  | Heteropterygidae |
|  |                  |

|  | Phylliidae |
|  |            |

|  | Heteronemiidae    |
|  |                   |
|  | Pseudophasmatidae |
|  |                   |

Entretanto, apesar de ter suporte morfológico, essa divisão não é sustentada com base em estudos moleculares.

## Coleta e criação

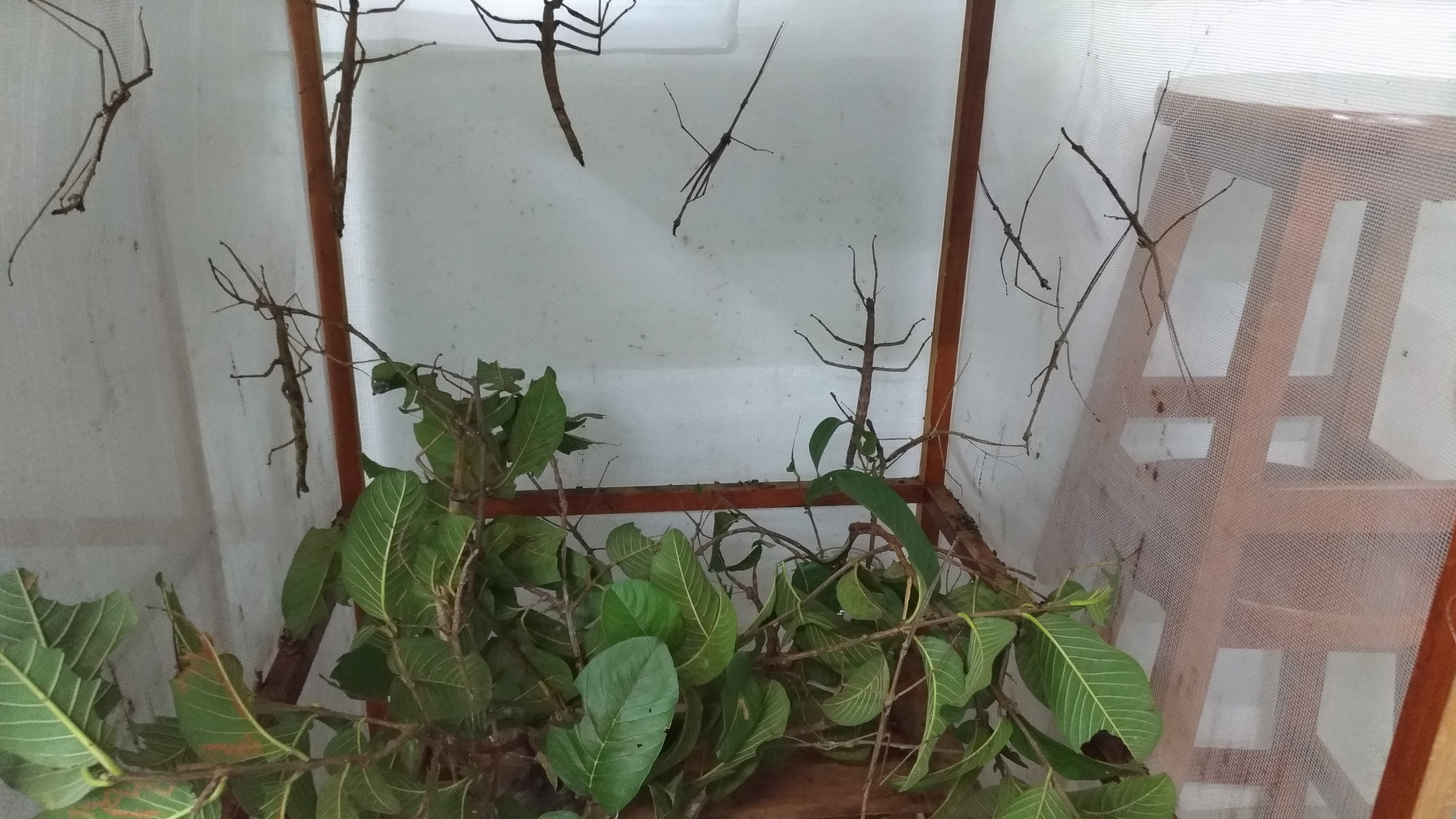
Caixa de criação de Phasmatodea do gênero Cladomorphus

Para coletá-los, é interessante procurar por danos causados nas folhas durante o dia em locais com grande variedade de plantas. De noite, na mesma área e com um auxílio de uma lanterna, é possível localizar os insetos em atividade. Os indivíduos coletados devem ser transportados em uma caixa com espaço suficiente para movimentarem-se. Deve-se ter cuidado com o manuseio da caixa, pois se forem muito sacudidos, geralmente perdem as pernas.
Para estudo taxonômico é recomendável fazer criação a partir de machos e fêmea para obtenção de grande número de ovos. O tipo de caixa dependerá do habitat original dos organismo capturados: espécies que vivem em ambientes muito úmidos, é recomendável uma caixa completamente fechada; já para espécies que vivem nas copas das árvores ou ambiente mais abertos da florestas, uma caixa arejada e com tela é o mais recomendável. No início deve se oferecer as plantas de onde os indivíduos foram coletados, e posteriormente pode ser testadas plantas próximas ou semelhantes.
A criação deve ser borrifada a cada dois dias para o suprimento de água. Os ovos devem ser retirados da caixa e colocados sobre vermiculita em recipientes plásticos. As ninfas jovens podem ser criadas com os adultos.